# Axel Michon
Axel Michon (nascido em 16 de dezembro de 1990) é um jogador francês de tênis profissional.

## Carreira profissional

### 2014
Axel perdeu na segunda rodada da fase de qualificação do Aberto da Austrália. Fez sua primeira participação na chave principal de um Grand Slam, no Aberto da França, onde recebeu um wildcard. Na ocasião, Axel vence a partida da primeira rodada contra o norte-americano Bradley Klahn e, em seguida, perdeu na segunda rodada para o sul-africano Kevin Anderson em sets diretos.